# Sterling-Airways-Flug 4133
Der Sterling-Airways-Flug 4133 (Flugnummer: NB4133, Funkrufzeichen: STERLING 4133) war ein internationaler Charterflug der Sterling Airways am 3. September 1979 von Coventry nach Nizza. Auf diesem Flug stürzte eine Aérospatiale SN 601 Corvette nach einem doppelten Triebwerksbrand und -ausfall kurz vor Erreichen des Flughafens Nizza ins Ligurische Meer. Bei dem Unfall kamen alle 10 Insassen ums Leben. Es handelt sich damit um den schwersten Zwischenfall einer Aérospatiale SN 601 Corvette.

## Maschine
Die Maschine war eine 1975 im Werk von Aérospatiale in Saint-Nazaire endmontierte Aérospatiale SN.601 Corvette mit der Werknummer 21, die zunächst mit dem Luftfahrzeugkennzeichen F-BVPE an die Air Alsace ausgeliefert wurde, welche die Maschine auf Regionalflügen im Auftrag und unter dem Markennamen Air France betrieb. Am 15. Dezember 1978 übernahm die Sterling Airways die Maschine und ließ sie mit dem Kennzeichen OY-SBS zu. Das zweistrahlige Geschäftsreiseflugzeug war mit zwei Turbofan-Strahltriebwerken des Typs Pratt & Whitney Canada JT15D-4 ausgestattet. Bis zum Zeitpunkt des Unfalls hatte die Maschine eine Gesamtbetriebsleistung von 5.161 Betriebsstunden absolviert.

## Passagiere und Besatzung
Den Flug hatten acht Geschäftsreisende des Unternehmens Unicorn Industries Ltd. angetreten. Sie waren schwedische und britische Staatsbürger. Es befand sich eine zweiköpfige Besatzung an Bord, bestehend aus einem Flugkapitän und einem Ersten Offizier. Beide Besatzungsmitglieder waren Dänen. Auf dem Flug waren keine Flugbegleiter vorgesehen.
- Flugkapitän war der 36-jährige, am 9. April 1943 in Göteborg, Schweden geborene, dänische Staatsbürger Finn Henrik Henriksen. Henriksen hatte am 23. Juni 1971 seine Privatpilotenlizenz erworben, am 12. Juni 1972 qualifizierte er sich zum Piloten in der kommerziellen Luftfahrt. Am 20. Mai 1979 wurde er als Pilot im Linienflugbetrieb zugelassen, wobei die Zulassung das Baumuster SN 601 Corvette einschloss und er am gleichen Tag zum Flugkapitän an Bord von Maschinen dieses Typs zugelassen wurde. Zuvor hatte er sich am 9. Dezember 1978 für den Rang des Ersten Offiziers an Bord der Corvette qualifiziert. Henriksen war im Besitz von Musterberechtigungen für die Flugzeugtypen Aérospatiale SN 601 Corvette, Beechcraft C-90 King Air sowie Cessna 402B. Er verfügte über eine Gesamtflugerfahrung im Umfang von 3.400 Flugstunden, wovon er 270 Stunden im Cockpit der Aérospatiale SN 601 Corvette und davon wiederum 135 Stunden im Rang des Flugkapitäns absolviert hatte.

- Erster Offizier war der 48-jährige, am 13. April 1931 in Sønderborg, Dänemark geborene Henning Vitoft. Vitoft hatte am 5. Juni 1974 seine Privatpilotenlizenz erworben, am 14. Januar 1976 qualifizierte er sich zum Piloten in der kommerziellen Luftfahrt. Am 30. Mai 1979 hatte er sich für den Rang des Ersten Offiziers an Bord der Corvette qualifiziert. Vitoft war im Besitz von Musterberechtigungen für die Flugzeugtypen Aérospatiale SN 601 Corvette, Beechcraft C-90 King Air sowie Cessna 402B. Er verfügte über eine Gesamtflugerfahrung im Umfang von 2.056 Flugstunden und 21 Flugminuten, wovon er 113 Stunden und 26 Minuten im Cockpit der Aérospatiale SN 601 Corvette absolviert hatte.

## Unfallhergang
Mit der Corvette sollte an diesem Tag ein Geschäftscharterflug durchgeführt werden. Die Maschine startete am Unfalltag von Kopenhagen aus zunächst zu einem Flug nach Stockholm, wo drei Passagiere zustiegen. Die Maschine flog anschließend nach Coventry, wo weitere Passagiere zustiegen. Die Maschine startete anschließend um 14:30 Uhr zum Flug nach Nizza und stieg auf Flugfläche 290. Der Flug auf Reisehöhe sowie auch der Sinkflug verliefen ohne besondere Vorkommnisse, bis es um 18:02 Uhr auf Flugfläche 200 zu einem Brand in beiden Triebwerken kam. Die Besatzung erklärte Luftnotlage und erhielt die Freigabe, Nizza für eine Notlandung direkt anzufliegen. Die Anflugkontrolle übermittelte der Besatzung die Vektoren für eine Notlandung auf der Landebahn 05 des Flughafens Nizza. Die Piloten flogen mit der Maschine die letzte Kurve für den Endanflug, als es zum Strömungsabriss kam und die Corvette nur einen Kilometer vor der Landebahn ins Meer stürzte. Bei dem Absturz kamen alle 10 Insassen der Maschine ums Leben.

## Unfalluntersuchung
Nach dem Absturz trieben einige Trümmer auf der Meeresoberfläche, während das Hauptwrack in eine Meerestiefe von 1.500 Metern versank. Es konnte ermittelt werden, dass kurz vor dem Aufprall beide Triebwerke außer Betrieb gewesen waren. Als Unfallart wurde ein Kontrollverlust infolge eines Strömungsabrisses nach einem totalen Triebwerksausfall angegeben. Das linke Triebwerk habe aufgrund eines mechanischen Fehlers im Turbinengetriebe versagt. Zu dem mechanischen Versagen sei es wegen Ermüdungsrissen in der betroffenen Baugruppe gekommen, welche zuvor auch an anderen baugleichen Maschinen beobachtet worden waren. Die Ursache für das Versagen des rechten Triebwerks konnte nicht ermittelt werden. Bekannt wurde nur, dass Versuche, dieses Triebwerk nach dem Ausfall neu zu starten, gescheitert waren.